# Фридрих Грайфенклау фон Фолрадс
Фридрих Грайфенклау фон Фолрадс (на немски: Friedrich von Greiffenclau; Friedrich Greiffenclau von Volrads; * ок. 1432; † 14 май 1480) от стария благороднически род Грайфенклау в Рейнгау в днешен Хесен, е господар на Епелборн в Саарланд.

## Произход и наследство
Той е вторият син на рицар Фридрих фон Грайфенклау (* 8 март 1401; † 1462), който след поклонение в Светите земи става като вдовец през 1456 г. францисканец в манастир „Св. Сабина“ на остров Дакса при Дубровник. Майка му Алайд фон Лангенау († ок. 1453) е дъщеря на Вирих III фон Лангенау († пр. 1411) и Кристина фон Мекенхайм. Внук е на Фридрих фон Грайфенклау († ок. 1419), господар на Епелборн, и съпругата му Ирмгард фон Ипелбрун († 31 декември 1425), дъщеря наследничка на Фридрих фон Ипелбрун († 1425) и Аделхайд фон Бопард († 31 декември 1425). Потомък е на Фридрих фон Грайфенклау († 21 април 1351), господар на Фолрадес, и Катарина фон Щайн († сл. 1339); на Конрад цум Фолрадс († пр. 1306) и съпругата му фон Винкел, дъщеря на Фридрикус диктус Грифенклау († пр. 1297) и Кунегундис Юде († сл. 1297).
Брат е на Йохан фон Грайфенклау цу Фолрадс († 1485/1488), наследник, господар на Фолрадс, губернатор на Фалай на Рейн, женен на 14 декември 1455 г. за Клара фон Ратзамхаузен, родители на Рихард фон Грайфенклау цу Фолрадс (1467 – 1531), архиепископ и курфюрст на Трир (1511 – 1531). Сестра му Ирмгард († сл. 1468) е омъжена на 12 септември 1446 г. за Еберхард II фон Хоенфелс-Райполтскирхен († сл. 1464). Сестра му Гертруд († 10 август 1502) се омъжва 1444 г. за хофмаршала на Курпфалц Волфганг Кемерер фон Вормс (* 4 септември 1426; † 20 септември 1476). Сестра му Маргарета е орден-сестра в манастир Тифентал. Сестра му Кристина е абатиса на Мариенберг при Бопард. Сестрите му Изенгард и Катарина са в Свещен орден в Мариенберг.
Резиденцията на фамилията от началото на 14 век е дворец Фолрад. Чрез дъщерята наследничка Ирмгард фон Ипелбрун († 1425) господството Ипелбрун отива на нейния съпруг Фридрих фон Грайфенклау цу Фолрадс († 1419) и неговата фамилия. Фридрих поема собствеността на Саар и става господар на Епелборн. Той е дядо на Йохан IV Лудвиг фон Хаген (1492 – 1547) курфюрст и архиепископ на Трир (1540 – 1547).

## Фамилия
Фридрих фон Грайфенклау се жени 1456 г. за Катарина фон Елтер (* ок. 1435; † между 1488 – 1497), дъщеря на Хуарт фон Елтер-Холенфелс († 28 май 1466) и Йоланде де Харокурт († сл. 1495). Те имат два сина и пет дъщери:
- Фридрих (умира млад)
- Дитрих Грайфенклау фон Фолрадс (†1508/сл. януари 1518), господар на Епелборн-Холенфелс, женен за Катарина Байер фон Бопард († сл. 1508)
- Маргарета Грайфенклау фон Фолрадс (* ок. 1464; † сл. 14 декември 1514), омъжена 1489 г. за Николаус фон Флекенщайн-Нидерброн (* ок. 1460; † ок. 1519)
- Алайд († 1547), в Свещен орден в Мариенберг
- Анна († 1547), в Свещен орден в Мариенберг
- Катарина, в Свещен орден в Мариенберг
- София († сл. 8 ноември 1494), омъжена за Фридрих II фон Хаген-Бушфелд († сл. 1514/сл. 1525), родители на Йохан IV Лудвиг фон Хаген, архиепископ на Трир